# 대새풀속
대새풀속(---屬, 학명: Cleistogenes 클레이스토게네스[*])은 벼과의 속이다. 과거에는 "켕기아(Kengia)"라는 학명이 정명으로 인정받고 "클레이스토게네스"는 비합법명으로 여겨졌으나, 국제식물명명규약이 개정되면서 "클레이스토게네스"가 정명으로 인정받게 되었다. 대새풀속 식물들은 아시아와 유럽에 분포하며, 한국에서 자생하는 것은 대새풀 한 종이다.

## 하위 종
- 대새풀 C. hackelii (Honda) Honda
- C. caespitosa Keng
- C. festucacea Honda
- C. gatacrei (Stapf) Bor
- C. hancei Keng
- C. kitagawae Honda
- C. mucronata Keng f.
- C. nedoluzhkoi Tzvelev
- C. polyphylla Keng f.
- C. ramiflora Keng f. & C.P.Wang
- C. serotina (L.) Keng
- C. songorica (Roshev.) Ohwi
- C. squarrosa (Trin. ex Ledeb.) Keng